# 1445 هـ
1445 هي سنة في التقويم الهجري تمتد مقابلةً في التقويم الميلادي بين سنتي 2023 و2024، ويقابل بدايتها في التقويم الميلادي 19 يوليو 2023.

## أحداث

### ربيع الأول
- 22 ربيع الأول - عمليّة طُوفان الأقصى، عمليةٌ عسكرية مُمتدة شنَّتها فصائلُ المقاومة الفلسطينية في قطاع غزة وعَلى رأسِها حركة حماس عَبر ذراعها العسكري كتائب الشهيد عز الدّين القسام في أوّل ساعات صباح يوم السبت ردًّا على «الانتهاكات الإسرائيلية في باحات المَسْجِدِ الأقصى المُبَارك واعتداء المُستوطنين الإسرائيليين على المُواطنين الفلسطينيين في القُدس والضّفّة والدّاخل المُحتَل».[2]

## وفيات
- علي نسمان

### شوال
- بدر بن عبد المحسن آل سعود